# Lovey (álbum)

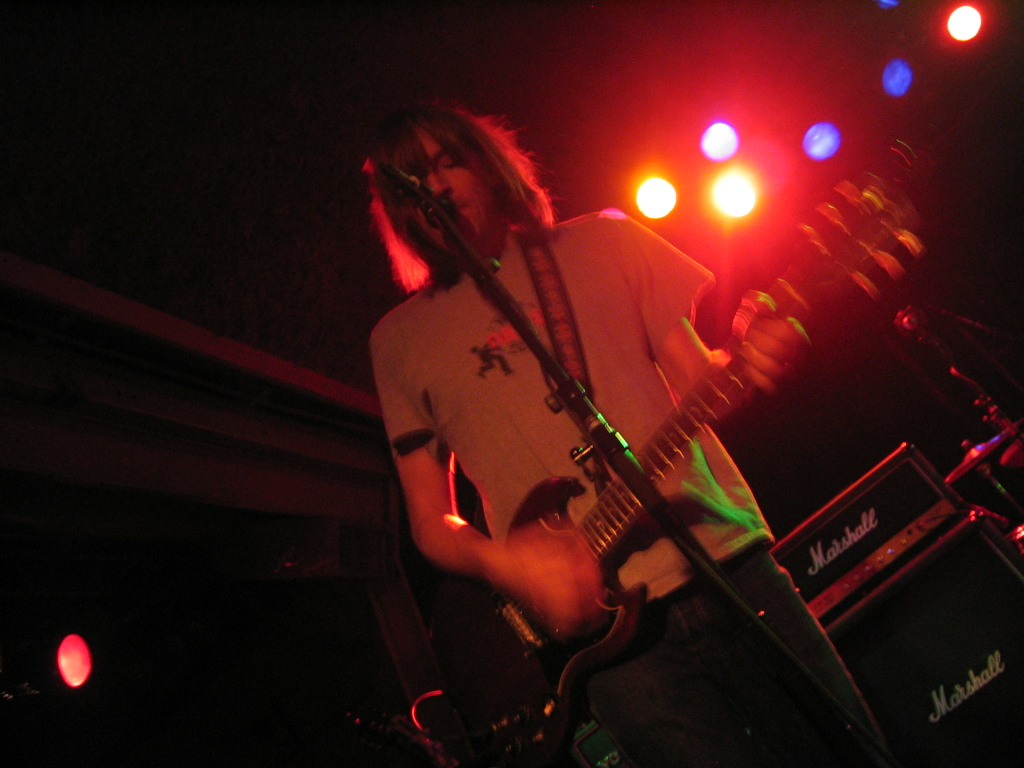
Lemonheads

Lovey é o quarto álbum da banda americana de rock aternativo Lemonheads. Foi lançado em 1990 e foi o primeiro álbum do grupo para a Atlantic Records. Foi também o ultimo álbum com o membro fundador Jesse Peretz, que iria então deixar a banda para seguir uma carreira na fotografia e cinema. Outro membro fundador, Ben Deily, havia deixado o grupo após o álbum anterior, Lick.  O disco marca mais uma mudança estilística no som do grupo, embora Evan Dando não abandone totalmente o punk em Lovey, porém o estilo é equilibrado entre guitarras pesadas e incursões no jangle pop e no country-rock. Foi lançado um ano antes do estouro mundial do grunge.
A gravação do disco foi descrita como um "pesadelo" pelo baterista David Ryan, em virtude da enorme pressão que a banda experimentava por gravar um album por uma grande gravadora pela primeira vez, em contradição à atmosfera de divertimento permanente que predominava até então.
A canção Ballarat faz referência à cidade americana onde Charles Manson viveu com sua "família" em um rancho. Evan Dando já declarou ser fascinado pela figura de Manson, e a banda já havia inclusive gravado uma versão de uma música de sua autoria (Home Is Where You're Happy) no album Creator.

## Lista de Canções
Todas as músicas de Evan Dando exceto ndicação.
1. "Ballarat" – 3:14
2. "Half the Time" – 2:45
3. "Year of the Cat" – 2:28
4. "Ride With Me" – 3:38
5. "Li'l Seed" (Corey Loog Brennan/Kenny Chambers/Dando/Clay Tarver) – 3:22
6. "Stove" – 3:08
7. "Come Downstairs" – 2:54
8. "Left for Dead" – 2:04
9. "Brass Buttons" (Gram Parsons) – 3:11
10. "(The) Door" (Brennan/Dando) – 5:40
11. "Untitled" – 1:21